# Zagales
Zagales fue un programa contenedor infantil creado por Daniel Cerdà Emery y Jaume Copons para la cadena de televisión autonómica Aragón Televisión y que se emitió de 2007 a 2009. Se caracterizó por la utilización de muñecos de fieltro que protagonizaban pequeñas historias que hacían referencia a la cultura aragonesa, videoclips con canciones originales compuestas por los creadores del programa, e interpretadas por los personajes y presentaciones de las series de animación. Se incluían apartados de música, fantasía, humor, aventura y suspense. Desde junio de 2008 fue emitido también por Canal Extremadura bajo el nombre de Los Chibilindros.

## Personajes
- Leo, el León:

Leo es el personaje que protagoniza con Rebeca la mayor parte de los micro espacios que dan paso a las series. Además Leo participa activamente en las otras cápsulas del programa. 
- Beca, la rebeca:

BECA es el personaje que protagoniza las cápsulas  que dan paso a las series con Leo  y  “La cocina de BECA ”. En la cocina como ayudante cuenta con DRAGUS, el dragón,  que le ayudará a manipular los objetos que no puede coger directamente. Tiene un punto sabelotodo y  marisabidillo. Se entusiasma con facilidad ante cualquiera de los temas que tiene que tratar en su espacio. En el fondo sabe bastante menos de lo que ella se cree. Por eso, Dragus le ayuda y complementa las informaciones de BECA. Aunque BECA no lo quiera reconocer, es muy gregaria de Dragus. 
BECA interacciona con los niños SACO y BEA como si fuera uno de ellos y este tipo de relación se traslada a la audiencia
- Dragus, el dragón:

Dragus es el personaje que protagoniza el espacio cuentacuentos. Como “ayudantes” cuenta con 4 polichinelas que representan todos los cuentos que la cabra explica. 
Es el depositario del imaginario de la tradición oral y escrita. Es un dinoMax mayor y venerable que desempeña el rol de la sabiduría y se relaciona con los niños y con la audiencia como si de una abuelo se tratara. 
Ayuda a  BECA en su sección como “pinche” de cocina, aunque en realidad su papel es muchísimo más importante ya que complementa las informaciones que la Beca expone. La relación entre ambas es de amistad y respeto horizontal, aun a pesar de la diferencia de edad.
- Max, el dinosaurio:

MAX, es un dinosaurio infantiloide  de 6 años. Representa a los niños que empiezan primaria.  Totalmente irreflexivo. Su percepción de la realidad  es muy especial por lo que con él los malentendidos son continuos, lo que le lleva a insistir permanentemente en sus errores.   Es muy competitivo, individualista, falsamente seguro de sí mismo. Le gustan los deportes de competición y le encanta el tenis. Es muy amigo de BEA y siente cierta fascinación por BECA, la rebeca.
- Bea:

Niña de 5 años. Representa a los niños de preescolar. Es viva, ávida de conocerlo todo y de participar de manera activa en cualquier cosa que haga con sus amigos. Continuamente lo descubre todo. Es cariñosa e ingenua. Le chiflan las chocolatinas. Se relaciona con SACO como si fuera la hermana pequeña. Le hace mucha gracia Leo, el León.

## Secciones
- Set Informativo:

Las Micro cápsulas se sitúan en la entrada justo después de la cabecera, a  mitad del programa y en el último tramo, antes de la última serie que alberga el contenedor.  
Et y Beca son los protagonistas de estos micro espacios que dan paso a las series. En cada Micro cápsula se combina el donapás o entradilla (creando expectativas) con el gag que predisponga a ver la siguiente serie.  
- Set Teatro de Guiñol:

Cuentacuentos. Dragus cuenta a cámara un cuento con la presencia de algunos de los coprotagonistas y personajes episódicos que interactúan en un teatro de polichinelas. El cuento es representado por un máximo de 4 polichinelas. 
- Set Nutrición:

Pieza dramática colocada directamente después de la cabecera. Se trata de una pieza  dramática en la que participan de 3 a 4 personajes. En esta pieza se plantea un objetivo temático inserto en una historia con planteamiento, nudo y desenlace. Se trabajan las dobles lecturas para captar la atención del público familiar. 
- Set Videoclip:

A modo de videoclip musical los protagonistas de Zagales, sin presentación previa,  interpretan canciones infantiles destinadas a ser la banda sonora del imaginario del  programa. Las canciones más conocidas de Zagales son "¡Eh, Zagales!", "La nana del Dragón", "La  Luna", "El Sheriff Vicente", "Leo, el león".

## Discografía
1. Canta con Zagales (Planeta Junior 2008) DVD + CD con los videoclips del programa.

## Audiencias
Las audiencias de Zagales son bastante normales, ya que el programa no suele sobrepasar los 10 000 espectadores.